# Euproctis celebesa
Euproctis celebesa är en fjärilsart som beskrevs av Embrik Strand 1918. Euproctis celebesa ingår i släktet Euproctis och familjen tofsspinnare. Inga underarter finns listade i Catalogue of Life.